# 軍艦島デジタルミュージアム
軍艦島デジタルミュージアム（ぐんかんじまデジタルミュージアム）とは長崎県長崎市松が枝町5-6に存在する博物館。
設置者は端島（通称、軍艦島）付近へのクルーズ船を運航しているという軍艦島コンシェルジュ。

## 概要
端島の歴史を写真や映像で紹介することを目的とした博物館として、2015年（平成27年）9月17日に開館した。
館内には巨大スクリーンに映されている当時の写真や動画や、炭鉱に入ったかのような体験ができるコンピューターグラフィックス映像や、島のジオラマなどが展示されており閲覧できる。12月には、最新デジタル技術を駆使し、閉山前の日常が疑似体験できるという「Amazing Hashima」というコンテンツが誕生。これには映像と音楽で、軍艦島の繁栄から閉山さらにはその後の日本の産業革命のストーリーが描かれている。